# هارمونی سرکوب‌شده
هارمونی سرکوب‌شده (انگلیسی: Strangled Harmony) یک فیلم کمدی صامت کوتاه به کارگردانی بابی برنز و والتر استال است که در سال ۱۹۱۵ منتشر شد. از بازیگران این فیلم می‌توان به اولیور هاردی، اتل برتون و بیلی روژ اشاره کرد.